# Odpoledne

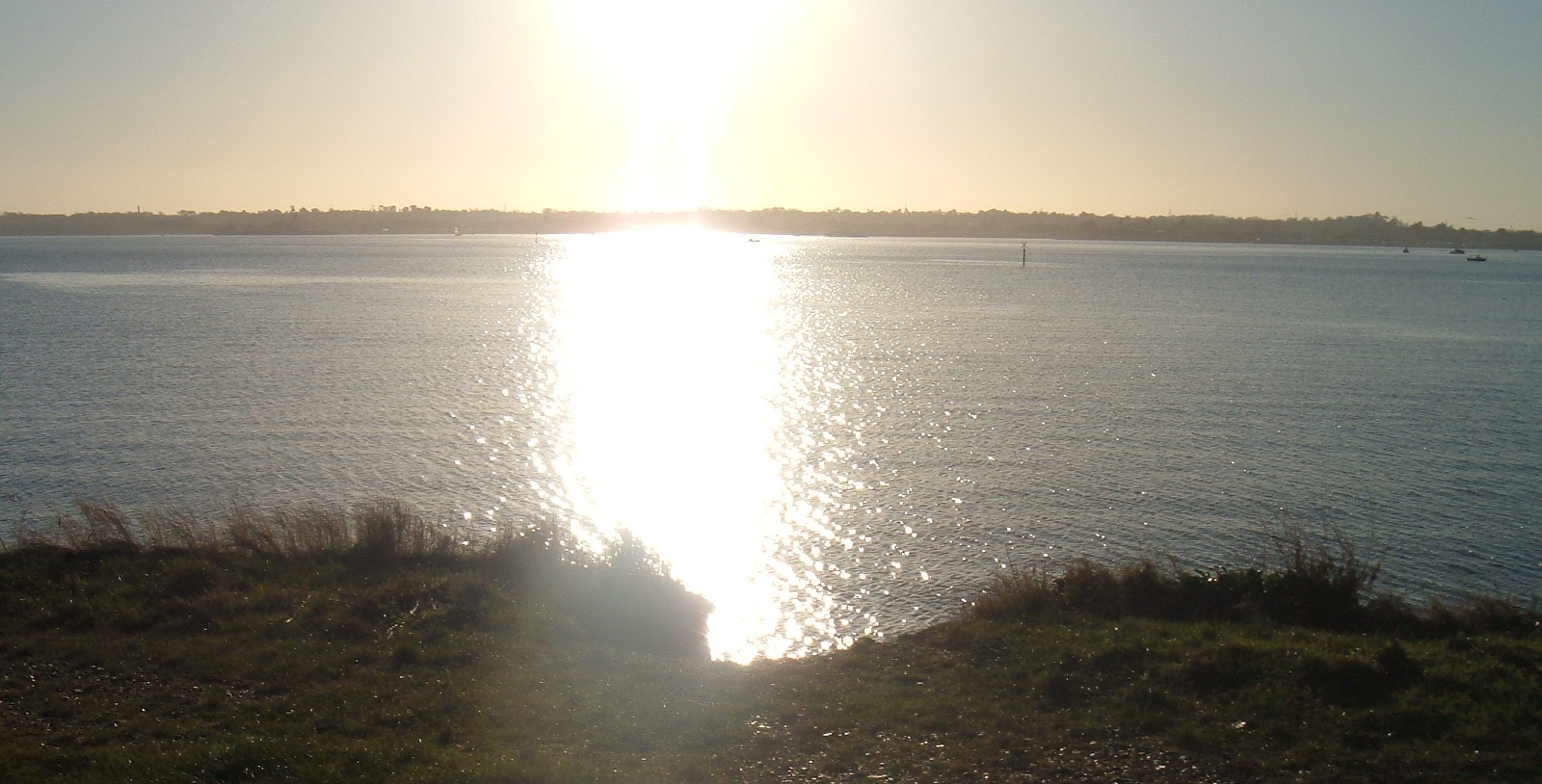
Pozdní odpoledne

Odpoledne je část dne, která leží mezi polednem a večerem. Některé slovníky definují odpoledne jako „část dne od poledne do podvečera“ (večera, západu slunce). Nebo také od jedné hodiny do páté.